# تازه‌کند (ترتر)
تازه‌کند (به ترکی آذربایجانی: Təzəkənd) یک منطقه مسکونی در جمهوری آذربایجان است که در شهرستان ترتر واقع شده است.